# Sint-Antonius Abt- en Alfonsuskapel

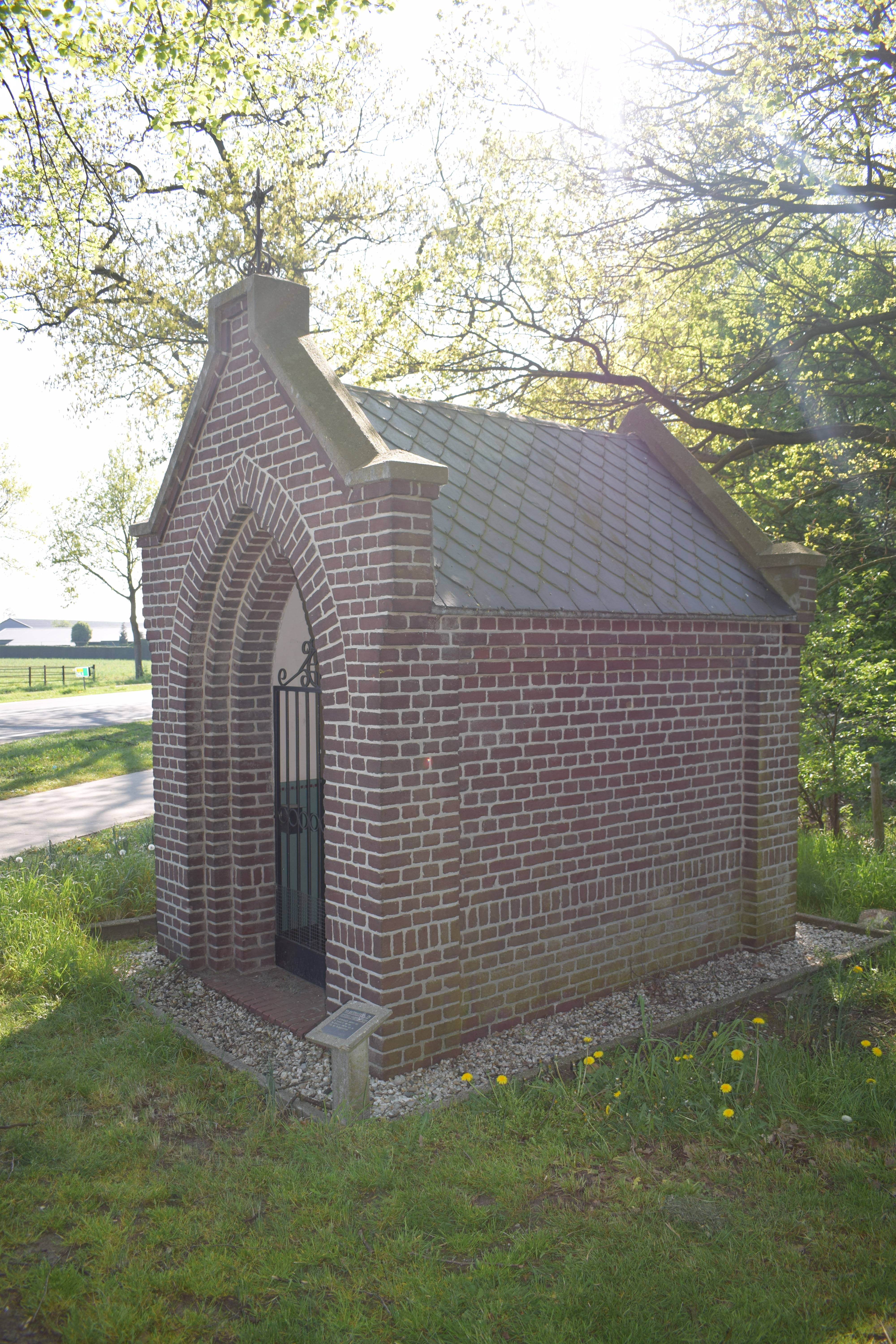
De Sint-Antonius Abt- en Alfonsuskapel

De Sint-Antonius Abt- en Alfonsuskapel is een kapel in Heide in de Nederlands Noord-Limburgse gemeente Venray. De kapel staat ten zuidwesten van Venray en ten noordwesten van Heide aan de Deurneseweg bij nummer 52.
De kapel is gewijd aan de heiligen Antonius van Egypte en Alfonsus van Liguori.

## Geschiedenis
In 1920 werd de kapel gebouwd in opdracht van schaapskoopman Jan Poels. Poels zijn zoon heette Antoon en Poels koos daarom voor de heilige Antonius. Tevens was Poels een bewonderaar van de franciscaner pater Alphonsus de Magnier en koos daarom voor de heilige Alfonsus. Poels liet ten noorden van Venray een nagenoeg identieke kapel bouwen, namelijk de Sint-Barbara- en Martinuskapel.

## Bouwwerk
De bakstenen kapel is opgetrokken op een rechthoekig plattegrond en wordt gedekt door een verzonken zadeldak met leien. De frontgevel en achtergevel zijn topgevels met verbrede aanzet en schouderstukken, afgewerkt met cementsteen, waarbij op de top van de frontgevel een smeedijzeren kruis geplaatst is. De kapel heeft geen vensters en op de hoeken zijn steunberen aangebracht. In de frontgevel bevindt zich de drieledige spitsboogvormige toegang die wordt afgesloten met een smeedijzeren hek.
Van binnen is de kapel wit geschilderd met een grijze lambrisering en gedekt door een spitsbooggewelf. In de achterwand is een rechthoekige nis aangebracht die wordt afgesloten met een traliehek en glas. In de nis zijn de beeldjes geplaatst van de heiligen, met links Sint-Antonius Abt en rechts Sint-Alfonsus. Het beeld van Antonius toont de heilige terwijl die een draak vertrapt en in zijn linkerhand een boek vasthoudt en in zijn rechter een speer waarmee Antonius de draak in de bekt steekt. Het beeld van Alfonsus toont de heilige met bisschopsmijter, een open boek in de linkerhand en een veer in de rechterhand. Boven de nis is een banderol opgehangen met de tekst:

H. Antonius    H. Alfonsus